# Корчак Іван Іванович
Іван Іванович Корчак (23 листопада 1914, Одеса — 1 березня 2005, Київ) — радянський та український правник, голова Державного арбітражу при Раді Міністрів УРСР (1967—1987), заслужений юрист Української РСР.

## Біографія
Народився 23 листопада 1914 року в Одесі.
У 1940 р. закінчив Одеську юридичну школу, в 1949 р. — юридичний факультет Львівського державного університету.
З березня до травня 1940 р. — виконуючий обов'язки помічника прокурора кримінально-судового відділу прокуратури Одеської області, потім з травня 1940 до липня 1941 року працював виконуючим обов'язки начальника судово-цивільного відділу тієї ж прокуратури.
У вересні — жовтні 1941 р. — слідчий оперативної групи при Прокуратурі СРСР.
З жовтня 1941 до вересня 1943 року — прокурор кримінально-судового відділу прокуратури Новосибірської області.
З листопада 1943 до вересня 1952 року працював начальником слідчого відділу прокуратури Рівненської області
Протягом 1952 — вересня 1960 року — прокурор Волинської області.
З вересня 1960 до серпня 1967 року — заступник Прокурора Української РСР.

Могила Івана Корчака, Байкове кладовище

З серпня 1967 до 1987 року обіймав посаду Голови Державного арбітражу при Раді Міністрів Української РСР.
1968 року очолював українську делегацію на Віденській конференції і брав активну участь разом із професором Київського державного університету імені Тараса Шевченка Ігорем Лукашуком в обговоренні проєкту Віденської конвенції про право міжнародних договорів.
Помер у 90-річному віці 1 березня 2005 року. Похований разом з родиною на Байковому кладовищі (ділянка № 49б, 50°25′3.21″ пн. ш. 30°30′2.66″ сх. д. / 50.4175583° пн. ш. 30.5007389° сх. д.).

## Діяльність в арбітражі
За ініціативою та активною участю Івана Корчака (а також Станіслава Буткевича, Дмитра Притики) органи державного арбітражу були виведені з прямого підпорядкування Ради Міністрів УРСР і реорганізовані в самостійні органи, рішення яких у справах були остаточними і не підлягали перегляду органами управління.
Очолюючи 20 років Державний арбітраж при Раді Міністрів Української РСР, а згодом Державний арбітраж УРСР, активно сприяв створенню економічного потенціалу республіки.
Безпосередньо брав участь у розробці і підписанні конвенцій з питань правових засад безпеки держави. Очолював урядові делегації на багатьох міжнародних конгресах, симпозіумах та зустрічах.

## Нагороди
- За заслуги у зміцненні економіки республіки й авторитету України на міжнародній арені нагороджений двома орденами «Знак пошани» (1967, 1971), орденом Трудового Червоного Прапора (1976), орденом Дружби народів (1981), а також Почесною грамотою Президії Верховної Ради УРСР (1984).

- Заслужений юрист Української РСР (1985).

- Постановою Кабінету Міністрів України від 8 жовтня 1999 р. за значний особистий внесок у створення економічного потенціалу України, активну діяльність на міжнародній арені, спрямовану на утвердження авторитету країни як суб'єкта міжнародного права, нагороджений Почесною грамотою Кабінету Міністрів України з врученням пам'ятного знака[1][3].